# 頼孝延
頼 孝延（らい たかのぶ、1976年2月1日 - ）は、日本の男性声優。東京都出身。旧芸名は岩田 安宣（いわた やすのぶ）。Human Alchemist代表。

## 経歴・人物
明治大学政治経済学部経済学科卒業。KAOプロモーションサクラ組、東映アカデミー、劇団櫂声優クラスを経て、劇団櫂へ入団。退団後はアミューズメントメディア総合学院専科に入学し卒業後、メディアフォースに所属。
2014年1月よりトリアス、2015年6月以降は統合されたパワー・ライズに所属。
2019年11月1日より「頼孝延」に改名。2021年5月末をもってパワー・ライズを退所。
妻は漫画家の上原ひびき。妻とクリエイターチーム「Human Alchemist」を立ち上げ、パワー・ライズ所属時より、妻とともに代表を務めている。

## 出演
太字はメインキャラクター。

### テレビアニメ
2001年
- 格闘料理伝説ビストロレシピ（チャーマン）

2003年
- F-ZERO ファルコン伝説（EAD、サムライゴロー、ババ 他）

2008年
- ロビーとケロビー（バナーン）

2009年
- 銀魂（六角宗春）

2010年
- あそびにいくヨ!（店員）
- 裏切りは僕の名前を知っている（村人A）
- それでも町は廻っている（安根英樹）

2011年
- DOG DAYS（学士、魔物、妖刀）
- BLOOD-C（古きもの）

2017年
- Dies irae（高官B）
- デュエル・マスターズ（ゲジスキー〈阿修羅サソリムカデ〉、ガンバトラーG7 他）

2018年
- 刻刻（タクヤ、誘拐犯、総髪、チンピラ）
- RELEASE THE SPYCE（チンピラ）

### 劇場アニメ
- 映画 ベルセルク 黄金時代篇I 覇王の卵（2012年、ガンビーノ）
- チベット犬物語 〜金色のドージェ〜（2012年、男）

### OVA
- デッドマン・ワンダーランド（2011年、巡査）

### ゲーム
- デザート・キングダム ポータブル（2013年）
- 千の刃濤、桃花染の皇姫（2017年）
- 桜花裁き 斬（2017年、永井義明）
- 乙女剣武蔵（2018年、柳生石舟斎[3]）
- 天涯ニ舞ウ、粋ナ花（2018年）
- イカロスオンライン (ICARUS ONLINE)（2015年～、サラント）
- ピオフィオーレの晩鐘 -Episodio 1926-（2020年）
- wish...（2023年、スオウ博士）

### ドラマCD
- 戦國ストレイズ（農民代表）
- 君のつく嘘と本当（四方）

### ラジオドラマ
- 大切なことは、チャットが教えてくれる。......かもしれない（2023年、高梨亮）
- だれも知らないはなし（2023年、加藤祐樹）
- この世界に転生したくない件（2024年、邪神アムストル）

### 吹き替え

#### 映画
- オーバードライヴ（クーパー〈バリー・ペッパー〉）
- かけがえのない人（トミー・コール〈ショーン・ブリジャース〉）
- キャッスル・フォール（ディーコン・グラス〈スコット・ハンター〉）
- 極悪の流儀（ジム〈ウォルトン・ゴギンズ〉）
- サベージ・キラー（トレイ〈ロドニー・ローランド〉）
- シティ・オン・ファイアー
- ニルスのふしぎな旅（トムテ、オーレ、ゴルゴ）
- タイタニック2012（ドウェイン・スティーブンス〈ディラン・ヴォックス〉）
- ドライブ・アングリー3D（ヨナ・キング〈ビリー・バーク〉）
- ハード・ナイト・フォーリング（ゴロー〈ハル・ヤマノウチ〉[4]）
- 美女と野獣 Beauty and the Beast（モーリス）
- リーサル・ソルジャーズ（ブレナン〈ウィリアム・フィクナー〉）
- ウルフハンター赤ずきん（ヴェスタル）

#### ドラマ
- 推奴（ポム）
- 宇宙戦争（オグルビー〈ロバート・カーライル〉[5]）
- クリミナル・マインド5 FBI行動分析課
- CSI:9 科学捜査班
- ダークエイジ・ロマン 大聖堂
- ロマンスが必要（キム・ドクス〈キム・ヒョンミン〉）

#### アニメ
- カエルのリビット めざせ!プリンセスの国（リビット〈ショーン・アスティン〉）
- カンフー・ラビット（盗賊トカゲ 他）
- ワクフ（トロット 他）
- アヴリルと奇妙な世界（ガスパール・ピゾーニ警部）

### 特撮
- 仮面ライダーアギト（#10）

### 舞台
- アッペンダウンアンカー 昧爽列車（2023年）
- クリスマスの朝が来る前に～Seaside&Forest～ vol.2（2023年、オズワルト）
- 霧の中の異邦人（2024年、竹ノ内重之）
- 100年越しの初恋 vol.4（2024年、金井圭一）
- がんばれ氏治 -小さき不死鳥と九回落ちた城-（2024年、天羽源鉄斎）